# 렘바현

렘바 현의 위치

렘바현(포르투갈어: Distrito de Lembá)은 상투메 프린시페 상투메 섬에 위치한 현으로, 현도는 네베스이며 면적은 229km2, 인구는 14,652명(2012년 기준)이다.